# Resident Evil: Thảm họa Marhawa
Resident Evil: Thảm hoạ Marhawa (バイオハザード〜マルハワデザイア〜 BIOHAZARD~marhawa desire~) là một manga dựa trên trò chơi hành động, kinh dị Resident Evil của Capcom và được minh hoạ bởi Serizawa Naoki. Truyện hiện đang được định kì từ số 13 năm 2012 của tạp chí hàng tuần Shūkan Shōnen Champion của Nhà xuất bản Akita Shoten. 

## Cốt truyện
Giáo sư Doug Wright nhận được một bức thư từ chủ tịch học viện Marhawa danh giá ở Singapore kêu gọi ông giúp đỡ sau khi học viện xuất hiện một nữ sinh có triệu chứng lạ. Giáo sư Doug cùng cháu trai Ricky Tozawa cấp tốc đi đến Marhawa và được dẫn đến xem xét nữ sinh nói trên. Giáo sư Doug ban đầu nhận định nữ sinh này bị thây ma hoá do virus T lây lan qua đường máu khi bị cắn và cần có vắc-xin đặc hiệu. Nhưng chủ tịch trường, Sơ Gracia, đã từ chối áp dụng vì sợ mọi việc công khai ảnh hưởng hình ảnh của trường. Mặt khác, hai chú cháu phải tìm ra nguyên nhân và tiêu diệt nó. Sự việc càng trở nên trầm trọng khi số lượng thây ma xuất hiện ngày càng nhiều cộng với việc giáo sư Doug phát hiện bệnh không lây qua vết cắn đặt dấu chấm hỏi về bản chất virus sinh học này.

## Nhân vật

### Nhân vật chính
Ricky Tozawa
Tên tiếng Nhật: リッキー・トザワ Rikkī Tozawa.
Sinh viên ngành Khoa học và Công nghệ trường Đại học Bennet
Doug Wright
Tên tiếng Nhật: ダグ・ライト Dagu Raito.
40 tuổi. Hiện là giáo sư giảng dạy ngành Khoa học và Công nghệ trường Đại học Bennet, đồng thời cũng là chú của Ricky.

### Học viện Marhawa
Sơ Gracia
Tên tiếng Nhật: マザー・グラシア Mother Gracia.
32 tuổi. Chủ tịch học viện Marhawa, đồng thời là người yêu cũ của giáo sư Wright. Bà tiếp quản học viện từ cha mình. Là một người hiếu thảo nhưng cố chấp. Để giữ gìn tiếng tăm học viện, bà phủ nhận và giấu nhẹm chuyện trường đã bị virus sinh học tấn công. Trong truyện cũng có đề cập sơ Gracia trước và sau khi tiếp quản học viện là hai người "hoàn toàn trái ngược nhau".
Bindi Bergara
Tên tiếng Nhật: ビンディ・ベルガーラ Bindi Berugāra.
Hội trưởng hội học sinh Marhawa. Một trong hai học sinh nhận ra sự giả tạo của học viện Marhawa.
Nanan Yoshihara
Tên tiếng Nhật: ナナン・ヨシハラ Nanan Yoshihara.
Bạn thân của Bindi Bergara. Gia đình không có xuất thân giàu có nên thường xuyên bị học sinh khác bắt nạt.
Alisa Lin
Tên tiếng Nhật: アリサ・リン Arisa Rin.
Hội phó Hội học sinh Marhawa.
Ray Tsu
Tên tiếng Nhật: レイ・スー Rei Sū.
Một giáo viên của học viện.
Tahir Kapoor
Tên tiếng Nhật: タヒル・カプール. Tahiru Kapūru.
Bảo vệ cấp cao đặc biệt. Người mang ơn chủ tịch tiền nhiệm.
Yan Tai-Ming
Tên tiếng Nhật: ヤン・タイミン Yan Taimin.
Học sinh gốc Trung Quốc.
Nguyễn Thị Kwan
Tên tiếng Nhật: グエン・ティ・クワン Guen Ti Kuwan.
Học sinh gốc Việt Nam. Bạn thân của Tai-Ming.

### BSAA
BSAA, viết tắt của Bioterrorism Security Assessment Alliance, là biệt đội chống khủng bố sinh học. Nhiệm vụ chính của họ là trấn áp và ngăn chặn mầm mống lây nhiễm sinh học. 
Chris Redfield
Tên tiếng Nhật: クリス・レッドフィールド Kurisu Reddofīrudo.
Thuộc BSAA nhánh Bắc Mĩ, đội trưởng đội Alpha.
Piers Nivans
Tên tiếng Nhật: ピアーズ・ニヴァンス Piāzu Nivansu.
Thuộc BSAA nhánh Bắc Mĩ.
Merah Biji
Tên tiếng Nhật: メラ・ビジ Mera Biji.
Thuộc BSAA nhánh Viễn Đông. 26 tuổi, nhóm máu B, cao 177cm, nặng 55kg

## Phát hành
Tập đầu tiên của truyện được phát hành ngày 08 tháng 06 năm 2012 cùng lúc trên toàn thế giới. Tại Việt Nam, truyện được mua bản quyền bởi TVM Comics. Tháng 12 cùng năm, TVM Comics cho tái bản lại Resident Evil tập 1 và 2 với kích cỡ nhỏ hơn kích thước lần ấn bản đầu tiên. 
| #  | Phát hành tiếng Nhật | Phát hành tiếng Nhật | Phát hành tiếng Việt | Phát hành tiếng Việt |
| #  | Ngày phát hành       | ISBN                 | Ngày phát hành       | ISBN                 |
| -- | -------------------- | -------------------- | -------------------- | -------------------- |
| 01 | 08/06/2012           | 978-4-253-13291-6    | 08/06/2012           | —                    |
| 02 | 05/10/2012           | 978-4-253-13291-6    | 12/12/2012           | —                    |
| 03 | 08/01/2013           | 978-4-253-13291-6    | 30/01/2013           | —                    |
| 04 | 08/05/2013           | 978-4-253-13294-7    | 12/06/2013           | —                    |
| 05 | 08/10/2013           | 978-4-253-13295-4    | 5/6/2014             | —                    |